# Lijst van Griekse lectionaria van het Nieuwe Testament
Deze lijst bevat een opsomming van de belangrijkste Griekse lectionaria, evangelistaria en epistolaria (in hoofdletters of kleine letters geschreven handschriften) van het Nieuwe Testament. De meeste van deze handschriften zijn geschreven tussen de 4e en de 15e eeuw na Christus.
Er zijn tegenwoordig minstens 2400 lectionaria van het Nieuwe Testament bekend, maar af en toe worden nog nieuwe lectionaria ontdekt. In de lijst hieronder zijn alleen de belangrijkste handschriften opgenomen.
De meeste lectionaria maken gebruik van een kopie van de Byzantijnse tekst

## Lectionaria 1-100
| #              | Ouderdom      | Inhoud                               | Instituut waar het handschrift bewaard wordt                 | Stad                       | Land                |
| -------------- | ------------- | ------------------------------------ | ------------------------------------------------------------ | -------------------------- | ------------------- |
| ℓ 1            | 10e eeuw      | Evangelistarium (unciaal)            | Bibliothèque nationale de France, Gr. 278                    | Parijs                     | Frankrijk           |
| ℓ 2            | 10e eeuw      | Evangelistarium (unciaal)            | Bibliothèque nationale de France, Gr. 280                    | Parijs                     | Frankrijk           |
| ℓ 3            | 11e eeuw      | Evangelistarion (unciaal)            | Lincoln College, Gr. 15                                      | Oxford                     | Verenigd Koninkrijk |
| ℓ 4            | 11e eeuw      | Evangelistarium                      | Cambridge University Library, Dd. 8.49                       | Cambridge                  | Verenigd Koninkrijk |
| ℓ 5            | 10e eeuw      | Evangelistarium (unciaal)            | Bodleian Library, Barocci 202                                | Oxford                     | Verenigd Koninkrijk |
| ℓ 6            | 1265          | Evangelistarium, Apostolos (unciaal) | Universiteitsbibliotheek Leiden, Or. 243                     | Leiden                     | Nederlanden         |
| ℓ 7            | 1204          | Evangelistarium                      | Bibliothèque nationale de France, Gr. 301                    | Parijs                     | Frankrijk           |
| ℓ 8            | 14e eeuw      | Evangelistarium                      | Bibliothèque nationale de France, Gr. 312                    | Parijs                     | Frankrijk           |
| ℓ 9            | 13e eeuw      | Evangelistarium                      | Bibliothèque nationale de France, Gr. 307                    | Parijs                     | Frankrijk           |
| ℓ 10           | 13e eeuw      | Evangelistarium                      | Bibliothèque nationale de France, Gr. 287                    | Parijs                     | Frankrijk           |
| ℓ 11           | 13e eeuw      | Evangelistarium                      | Bibliothèque nationale de France, Gr. 309                    | Parijs                     | Frankrijk           |
| ℓ 12           | 13e eeuw      | Evangelistarium                      | Bibliothèque nationale de France, Gr. 310                    | Parijs                     | Frankrijk           |
| ℓ 13           | 12e eeuw      | Evangelistarium                      | Bibliothèque nationale de France, Coislin Gr. 31             | Parijs                     | Frankrijk           |
| ℓ 14           | 16e eeuw      | Evangelistarium                      | Bibliothèque nationale de France, Gr. 315                    | Parijs                     | Frankrijk           |
| ℓ 15           | 13e eeuw      | Evangelistarium                      | Bibliothèque nationale de France, Gr. 302                    | Parijs                     | Frankrijk           |
| ℓ 16           | 12e eeuw      | Evangelistarium                      | Bibliothèque nationale de France, Gr. 297                    | Parijs                     | Frankrijk           |
| ℓ 17           | 9e eeuw       | Evangelistarium (unciaal)            | Bibliothèque nationale de France, Gr. 279                    | Parijs                     | Frankrijk           |
| ℓ 18           | 12e eeuw      | Evangelistarium †                    | Bodleian Library, Laud. Gr. 32                               | Oxford                     | Verenigd Koninkrijk |
| ℓ 19           | 13e eeuw      | Evangelistarium                      | Bodleian Library, Auct. D. inf. 2.12                         | Oxford                     | Verenigd Koninkrijk |
| ℓ 20           | 1047          | Evangelistarium                      | Bodleian Library, Laud. Gr. 34                               | Oxford                     | Verenigd Koninkrijk |
| ℓ 21           | 14e eeuw      | Evangelistarium                      | Bodleian Library, Arch. Selden. B. 56                        | Oxford                     | Verenigd Koninkrijk |
| ℓ 22           | 14e eeuw      | Evangelistarium                      | Bodleian Library, Arch. Selden. B. 54                        | Oxford                     | Verenigd Koninkrijk |
| ℓ 23           | 11e eeuw      | Evangelistarium                      | British Library, Cotton. Vesp. B. 18                         | Londen                     | Verenigd Koninkrijk |
| ℓ 24           | 10e eeuw      | Evangelistarium                      | Bayerische Staatsbibliothek, Gr. 353                         | München                    | Duitsland           |
| ℓ 25           | 13e eeuw      | Evangelistarium                      | British Library, Harley 5650                                 | Londen                     | Verenigd Koninkrijk |
| ℓ 25b = ℓ 2306 |               |                                      |                                                              |                            |                     |
| ℓ 26           | 13e eeuw      | Evangelistarium †                    | Bodleian Library, Selden Supra 2                             | Oxford                     | Verenigd Koninkrijk |
| ℓ 27           | 14e eeuw      | Evangelistarium                      | Bodleian Library, Selden Supra 3                             | Oxford                     | Verenigd Koninkrijk |
| ℓ 28           | 13e eeuw      | Evangelistarium †                    | Bodleian Library, Auct. D. inf. 2.14                         | Oxford                     | Verenigd Koninkrijk |
| ℓ 29           | 12e eeuw      | Evangelistarium †                    | Bodleian Library, Auct. D. inf. 2.15                         | Oxford                     | Verenigd Koninkrijk |
| ℓ 30           | 1225          | Evangelistarium                      | Bodleian Library, Cromw. 11                                  | Oxford                     | Verenigd Koninkrijk |
| ℓ 31           | 12e eeuw      | Evangelistarium                      | Stadtbibliothek, Ms. Cent. V. App. 40                        | Neurenberg                 | Duitsland           |
| ℓ 32           | 11e eeuw      | Evangelistarium                      | Landesbibliothek, Memb. I 78                                 | Gotha                      | Duitsland           |
| ℓ 33           |               | = ℓ 563                              |                                                              |                            |                     |
| ℓ 34           | 9e eeuw       | Evangelistarium (unciaal)            | Bayerische Staatsbibliothek, Gr. 329                         | München                    | Duitsland           |
| ℓ 35           | 11e eeuw      | Evangelistarium (unciaal)            | Biblioteca Apostolica Vaticana, Vat. gr. 351                 | Vaticaanstad               | Vaticaanstad        |
| ℓ 36           | 10e eeuw      | Evangelistarium (unciaal)            | Biblioteca Apostolica Vaticana, Vat. gr. 1067                | Vaticaanstad               | Vaticaanstad        |
| ℓ 37           | 12e eeuw      | Evangelistarium                      | Biblioteca Apostolica Vaticana, Borg. gr. 6                  | Vaticaanstad               | Vaticaanstad        |
| ℓ 38           | 15e eeuw      | Evangelistarium                      | Georg-August-Universität Göttingen, Cod. Ms. theol. 33       | Göttingen                  | Duitsland           |
| ℓ 39           | 13e eeuw      | Evangelistarium                      | Bibliothèque nationale de France, Suppl. Gr. 104             | Parijs                     | Frankrijk           |
| ℓ 40           | 10e eeuw      | Evangelistarium (unciaal)            | Escorial, Ψ. III. 14                                         | San Lorenzo de El Escorial | Spanje              |
| ℓ 41           | 11e eeuw      | Evangelistarium (unciaal)            | Escorial, X. III. 12                                         | San Lorenzo de El Escorial | Spanje              |
| ℓ 42           | 10e eeuw      | Evangelistarium (unciaal)            | Escorial, X. III. 13                                         | San Lorenzo de El Escorial | Spanje              |
| ℓ 43           | 13e eeuw      | Evangelistarium                      | Escorial, X. III. 16                                         | San Lorenzo de El Escorial | Spanje              |
| ℓ 44           | 12e eeuw      | Apostolos                            | Det Kongelige Bibliotek, GkS                                 | Kopenhagen                 | Denemarken          |
| ℓ 45           | 10e eeuw      | Evangelistarium (unciaal)            | Österreichische Nationalbibliothek, Jur. gr. 5, fol. 575-580 | Wenen                      | Oostenrijk          |
| ℓ 46           | 9e eeuw       | Evangelistarium (unciaal)            | Bibl. Naz. Vittorio Emanuele III, Cod. Neapol. ex Vind. 2    | Napels                     | Italië              |
| ℓ 47           | 10e eeuw      | Evangelistarium (unciaal)            | Nationaal Historisch Museum, V. 11, S. 42                    | Moskou                     | Rusland             |
| ℓ 48           | 1055          | Evangelistarium                      | Nationaal Historisch Museum, V. 15, S. 43                    | Moskou                     | Rusland             |
| ℓ 49           | 10e /11e eeuw | Evangelistarium                      | Nationaal Historisch Museum, V. 12, S. 225                   | Moskou                     | Rusland             |
| ℓ 50           | 14e eeuw      | Evangelistarium                      | Nationaal Historisch Museum, V. 10, S. 226                   | Moskou                     | Rusland             |
| ℓ 51           | 14e eeuw      | Evangelistarium                      | Nationaal Historisch Museum, V. 20, S. 224                   | Moskou                     | Rusland             |
| ℓ 52           | 14e eeuw      | Evangelistarium, Apostolos           | Nationaal Historisch Museum, V. 261, S. 279                  | Moskou                     | Rusland             |
| ℓ 53           | 15e eeuw      | Evangelistarium, Apostolos           | Nationaal Historisch Museum, V. 262, S. 280                  | Moskou                     | Rusland             |
| ℓ 54           | 1470          | Evangelistarium, Apostolos           | Nationaal Historisch Museum, V. 263, S. 281                  | Moskou                     | Rusland             |
| ℓ 55           | 1602          | Evangelistarium, Apostolos           | Nationaal Historisch Museum, V. 264, S. 454                  | Moskou                     | Rusland             |
| ℓ 56           | 15e /16e eeuw | Evangelistarion, Apostolos           | Nationaal Historisch Museum, V. 392, S. 466                  | Moskou                     | Rusland             |
| ℓ 57           | 15e eeuw      | Evangelistarium, Apostolos           | Sächsische Landesbibliothek, A. 151                          | Dresden                    | Duitsland           |
| ℓ 58           | 16e eeuw      | Evangelistarium †                    | Bibliothèque nationale de France, Suppl. Gr. 50              | Parijs                     | Frankrijk           |
| ℓ 59           | 11e eeuw      | Apostolos                            | Nationaal Historisch Museum, V. 21, S. 4                     | Moskou                     | Rusland             |
| ℓ 60           | 1021          | Evangelistarium, Apostolos           | Bibliothèque nationale de France, Gr. 375                    | Parijs                     | Frankrijk           |
| ℓ 61           | 12e eeuw      | Evangelistarium †                    | Bibliothèque nationale de France, Gr. 182                    | Parijs                     | Frankrijk           |
| ℓ 62           | 12e eeuw      | Evangelistarium, Apostolos           | Nationaal Historisch Museum, V. 22, S. 304                   | Moskou                     | Rusland             |
| ℓ 63           | 9e eeuw       | Evangelistarium (unciaal)            | Bibliothèque nationale de France, Gr. 277                    | Parijs                     | Frankrijk           |
| ℓ 64           | 9e eeuw       | Evangelistarium (unciaal)            | Bibliothèque nationale de France, Gr. 281                    | Parijs                     | Frankrijk           |
| ℓ 65           | 9e eeuw       | Evangelistarium (unciaal)            | Bibliothèque nationale de France, Gr. 282                    | Parijs                     | Frankrijk           |
| ℓ 66           | 9e eeuw       | Evangelistarium (unciaal)            | Bibliothèque nationale de France, Gr. 283                    | Parijs                     | Frankrijk           |
| ℓ 67           | 12e eeuw      | Evangelistarium                      | Bibliothèque nationale de France, Gr. 284                    | Parijs                     | Frankrijk           |
| ℓ 68           | 12e eeuw      | Evangelistarium                      | Bibliothèque nationale de France, Gr. 285                    | Parijs                     | Frankrijk           |
| ℓ 69           | 12e eeuw      | Evangelistarium                      | Bibliothèque nationale de France, Gr. 256                    | Parijs                     | Frankrijk           |
| ℓ 70           | 12e eeuw      | Evangelistarium                      | Bibliothèque nationale de France, Gr. 288                    | Parijs                     | Frankrijk           |
| ℓ 71           | 1066          | Evangelistarium                      | Bibliothèque nationale de France, Gr. 289                    | Parijs                     | Frankrijk           |
| ℓ 72           | 13e eeuw      | Evangelistarium                      | Bibliothèque nationale de France, Gr. 290, fol. 4-190        | Parijs                     | Frankrijk           |
| ℓ 73           | 12e eeuw      | Evangelistarium                      | Bibliothèque nationale de France, Gr. 291                    | Parijs                     | Frankrijk           |
| ℓ 74           | 12e eeuw      | Evangelistarium                      | Bibliothèque nationale de France, Gr. 292                    | Parijs                     | Frankrijk           |
| ℓ 75           | 12e eeuw      | Evangelistarium                      | Bibliothèque nationale de France, Gr. 293                    | Parijs                     | Frankrijk           |
| ℓ 76           | 12e eeuw      | Evangelistarium                      | Bibliothèque nationale de France, Gr. 295                    | Parijs                     | Frankrijk           |
| ℓ 77           | 12e eeuw      | Evangelistarium                      | Bibliothèque nationale de France, Gr. 296                    | Parijs                     | Frankrijk           |
| ℓ 78           | 12e eeuw      | Evangelistarium                      | Bibliothèque nationale de France, Gr. 298                    | Parijs                     | Frankrijk           |
| ℓ 79           | 14e eeuw      | Evangelistarium                      | Bibliothèque nationale de France, Gr. 299                    | Parijs                     | Frankrijk           |
| ℓ 80           | 12e eeuw      | Evangelistarium                      | Bibliothèque nationale de France, Gr. 300                    | Parijs                     | Frankrijk           |
| ℓ 81           | 14e eeuw      | Evangelistarium                      | Bibliothèque nationale de France, Gr. 305                    | Parijs                     | Frankrijk           |
| ℓ 82           | 14e eeuw      | Evangelistarium                      | Bibliothèque nationale de France, Gr. 276                    | Parijs                     | Frankrijk           |
| ℓ 83           | 12e eeuw      | Apostolos                            | Bibliothèque nationale de France, Gr. 294                    | Parijs                     | Frankrijk           |
| ℓ 84           | 13e eeuw      | Evangelistarium, Apostolos           | Bibliothèque nationale de France, Suppl. Gr. 32              | Parijs                     | Frankrijk           |
| ℓ 85           | 12e eeuw      | Evangelistarium                      | Bibliothèque nationale de France, Suppl. Gr. 33              | Parijs                     | Frankrijk           |
| ℓ 86           | 1336          | Evangelistarium                      | Bibliothèque nationale de France, Gr. 311                    | Parijs                     | Frankrijk           |
| ℓ 87           | 14e eeuw      | Evangelistarium                      | Bibliothèque nationale de France, Gr. 313                    | Parijs                     | Frankrijk           |
| ℓ 88           | 14e eeuw      | Evangelistarium                      | Bibliothèque nationale de France, Gr. 314                    | Parijs                     | Frankrijk           |
| ℓ 89           | 14e eeuw      | Evangelistarium                      | Bibliothèque nationale de France, Gr. 316                    | Parijs                     | Frankrijk           |
| ℓ 90           | 1533          | Evangelistarium                      | Bibliothèque nationale de France, Gr. 317                    | Parijs                     | Frankrijk           |
| ℓ 91           | 14e eeuw      | Evangelistarium                      | Bibliothèque nationale de France, Gr. 318                    | Parijs                     | Frankrijk           |
| ℓ 92           | 14e eeuw      | Evangelistarium, Apostolos           | Bibliothèque nationale de France, Gr. 324                    | Parijs                     | Frankrijk           |
| ℓ 93           | 16e eeuw      | Evangelistarium                      | Bibliothèque nationale de France, Gr. 326                    | Parijs                     | Frankrijk           |
| ℓ 94           | 12e eeuw      | Evangelistarium, Apostolos           | Bibliothèque nationale de France, Gr. 330                    | Parijs                     | Frankrijk           |
| ℓ 95           | 14e eeuw      | Evangelistarium                      | Bibliothèque nationale de France, Gr. 374                    | Parijs                     | Frankrijk           |
| ℓ 96           | 16e eeuw      | Evangelistarium, Apostolos           | Bibliothèque nationale de France, Suppl. Gr. 115             | Parijs                     | Frankrijk           |
| ℓ 97           | 14e eeuw      | Evangelistarium                      | Bibliothèque nationale de France, Gr. 376                    | Parijs                     | Frankrijk           |
| ℓ 98           | 15e eeuw      | Evangelistarium                      | Bibliothèque nationale de France, Gr. 377                    | Parijs                     | Frankrijk           |
| ℓ 99           | 16e eeuw      | Evangelistarium                      | Bibliothèque nationale de France, Gr. 380                    | Parijs                     | Frankrijk           |
| ℓ 100          | 1550          | Evangelistarium                      | Bibliothèque nationale de France, Gr. 381                    | Parijs                     | Frankrijk           |